# Antialiasing
Antialiasing er en måde at blødgøre hårde grimme kanter specielt i runde former. Her sørger antialias for at rundingen får en blød overgang ind i baggrundsfarven.
For eksempel kan man bruge antialiasing til at udviske kanten mellem et bogstav og baggrunden. Det øger læsbarheden.
Nogle skrifttyper er vektorbaserede – altså opbygget af af linjer og kurver, der forbliver jævne, uanset hvor store de skaleres.
Billeder på en computerskærm er pixelbaserede – altså opbygget af små prikker eller punkter. Hvis man forstørrer et sådant billede, kan man sågar se de enkelte pixels.
Alt på skærmen vises ved hjælp af pixels – altså også skrifter. Derfor kan bogstaverne få et meget hakket udseende på en skærm.
Dette kan afhjælpes ved såkaldt antialiasing, der blot er en udviskning af kanten mellem bogstavet og baggrunden.
Det giver ofte en mere læsbar skrift, dog med undtagelser. Ved helt små størrelser kan teksten næsten forsvinde, og skriften bliver ofte væsentligt mere fed.
Endelig er der forskel på, hvor gode de forskellige computerprogrammer er til antialiasing.
Hvis man forstørrer bogstaverne er det tydeligt at se forskellen:
Antialising blev opfundet af it-virksomheden Apple, der tidligt arbejdede med grafik på pc-skærme. It-virksomheden Microsoft fandt på noget lignende nogle år senere og kaldte deres metode for ClearType.